# Лазе-в-Тухиню
Лазе-в-Тухиню (словен. Laze v Tuhinju) — поселення в общині Камник, Осреднєсловенський регіон, Словенія. Висота над рівнем моря: 510,6 м.